# Ékes lóri
Az ékes lóri (Saudareos ornata) a madarak (Aves) osztályának a papagájalakúak (Psittaciformes) rendjéhez, a szakállaspapagáj-félék (Psittaculidae) családjába, azon belül a lóriformák (Loriinae) alcsaládjába tartozó faj.

## Rendszerezése
A 2020-ban lezajlott filogenetikai vizsgálatok eredményeképp sorolták át a Trichoglossus nemből a Saudareos nembe.

## Származása, elterjedése
Indonéziában: Celebeszen és a közeli szigeteken:
- Togian-szigetek,
- Banggai-szigetek

honos.

## Megjelenése, felépítése
Testhossza 22–25 centiméter. A hím és a tojó egyforma, de a tojó valamivel kisebb. Fejének teteje és fültájéka bíborkék, tarkósávja vörös; a fején keresztben sötétkék vonalak húzódnak. Pofája, torka és begye vörös, a füle mögött félbevágott kifli alakú sárga foltocska látható. A hát, a has, a szárnyfedők és a farok tollai zöldek, a farok tövén vörös, a széleken sárga keresztcsíkokkal. Írisze vörösbarna, a csőre narancsszínű. A lába szürke.

## Életmódja, élőhelye
Hangja nem olyan éles, mint a többi lórié. Táplálkozása, széklete a többi lóriéhoz hasonló.

### Szaporodása
Egy fészekalja 2 tojás, ezeken a tojó mintegy 3 hétig kotlik.

## Tartása
Hamar megszelídül. Szeret fürödni. Télen fűtött helyet igényel.